# 汪佐
汪佐（15世紀—16世紀），字汝賢，南直隸徽州府歙縣人，明朝政治人物。

## 生平
汪佐是嘉靖七年（1528年）戊子科應天鄉試第五十六名舉人，授南昌通判，負責巡捕，他外貌清瘦，鞭撻犯人總會落淚，署理南昌縣事以清簡服眾，八年任內廉謹如常，府民歌頌他：「前有梅公福，後有汪菜粥。」陞九江同知，南昌士民均向使者請求讓他留任，在九江時捐俸，勸說富人出粟賑災，翌年輸送宮殿木材，在京師因病去世。

## 引用
1. 1 2  民國《歙縣志·卷六·人物志》：汪佐，字汝賢，領鄉薦通判南昌，在郡八年廉謹如一日，民歌曰：「前有梅公福，後有汪菜粥。」遷九江倅，會南昌士民叩部使請留，乃鍰刑以責，捐俸倡富人出粟以賑，民忘其菑，明年輸殿材於京師疾卒。
2. ↑  民國《歙縣志·卷四·選舉志》：科目……明……（嘉靖）七年戊子鄉試……汪佐 見宦蹟
3. ↑  同治《南昌府志·卷二十六·職官》：汪佐，歙縣人，嘉靖舉人，南昌府通判，職總巡捕，貌臞甚，撻罪人輒泣下，嘗署南昌縣，縣務素劇，佐以清簡馭之，賦役爭輸，亦無繁訟，民皆目為汪婭公，其平易近人如此。 舊志